# ダフェ・ファン・デン・ベルフ
ダフェ・ファン・デン・ベルフ（Dave van den Bergh, 1976年5月7日 - ）は、オランダの元サッカー選手、サッカー指導者。ポジションはミッドフィールダー。

## 経歴
10歳でアヤックス・アムステルダムの下部組織に加入するとトップチームまで昇格、スペインのラージョ・バジェカーノを経て加入したFCユトレヒトで主力に定着するとオランダ代表にも招集された。2006年からメジャーリーグサッカーはプレー、現役引退後もアメリカに残り指導者として活動している。